# جولیا دومنیچتی
جولیا دومنیچتی (انگلیسی: Giulia Domenichetti؛ زادهٔ ۲۹ آوریل ۱۹۸۴) بازیکن فوتبال اهل ایتالیا است.
وی همچنین در تیم ملی فوتبال زنان ایتالیا بازی کرده‌است.